# Psychotria crassipetala
Espèce
Statut de conservation UICN

 EN B1ab(ii,iii,v)+2ab(ii,iii,v) : En danger
Psychotria crassipetala est une espèce de plantes de la famille des Rubiaceae.

## Publication originale
- Bulletin du Jardin Botanique de l'État à Bruxelles 34. 191, photo 6/F. 1964.